# Teseney Airport
Teseney Airport är en flygplats i Eritrea. Den ligger i den västra delen av landet, 240 km väster om huvudstaden Asmara. Teseney Airport ligger 615 meter över havet.
Terrängen runt Teseney Airport är platt åt sydväst, men åt nordost är den kuperad. Runt Teseney Airport är det glesbefolkat, med 14 invånare per kvadratkilometer. Närmaste större samhälle är Teseney, 2,1 km väster om Teseney Airport. Omgivningarna runt Teseney Airport är i huvudsak ett öppet busklandskap.